# Maracayia chlorisalis
Maracayia chlorisalis là một loài bướm đêm trong họ Crambidae. Loài này thường được tìm thấy ở Bắc Mỹ.